# Spitalfields

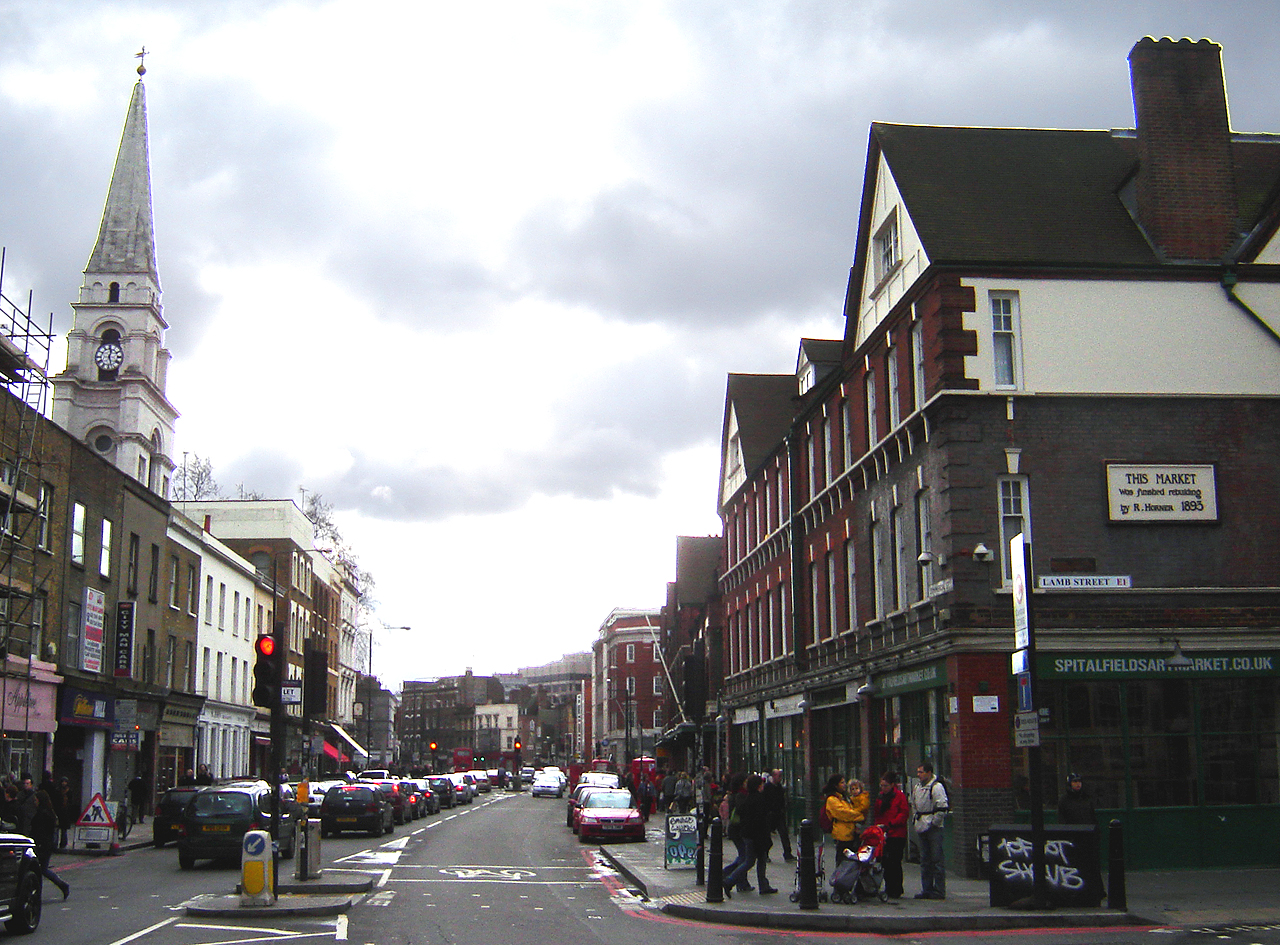
Commercial Street, Spitalfields.

Spitalfields es un área en el Municipio de Londres de Tower Hamlets, en el East End de Londres (Inglaterra), cerca de la Estación de Liverpool Street y Brick Lane. Se encuentra en la Commercial Street, cerca de dos mercados, el histórico Old Spitalfields Market, fundado en el siglo XVII, y el Mercado de Brick Lane, ubicado en Brick Lane y Cheshire Street.

## Historia
Spitalfields fue la sede de Londinium, uno de los grandes cementerios romanos de Londres, situado al este de Bishopsgate, que sigue la línea de Ermine Street: la carretera principal al norte de Londinium.
La presencia de un cementerio romano fue observado por el anticuario John Stow en 1576, habiéndose convertido en uno de los centros más importantes para excavaciones arqueológicas de la década de 1990, a raíz de la remodelación del mercado de Spitalfields. Tal vez lo más espectacular fue el descubrimiento en 1999 de un sarcófago que contiene los restos de una dama romana, complementos de azabache, y un frasco de vidrio.

## El moderno Spitalfields
Durante el siglo XX disminuyó la presencia judía en el barrio, que fue sustituida por una afluencia de inmigrantes de Bangladés, quienes también se dedicaron a la industria textil, y convirtieron Brick Lane en la capital del curry en Londres.
A partir de la década de 1960 se iniciaron campañas para salvar de la demolición las hileras de casas de antiguos comerciantes situadas al oeste de Brick Lane. Muchas han sido conservadas por los exponentes de una "Nueva Arquitectura georgiana", como el arquitecto Dan Cruickshank. Tal gentrificación, sin embargo, ha causado una enorme inflación de los precios de las viviendas, y ha supuesto la eliminación de los vagabundos de esta zona.